# Alkan Air
Alkan Air Ltd., діюча як Alkan Air — канадська авіакомпанія місцевого значення зі штаб-квартирою в місті Уайтхорс (провінція Юкон), виконує чартерні пасажирські та вантажні авіаперевезення, а також забезпечує роботу мобільних служб швидкої медичної допомоги (санавіації) в районах північної та західної частин країни.

## Історія
Авіакомпанія Alkan Air була утворена в 1977 році Баррі Уотсоном і двома бізнесменами з Уайтхорса, Віном і Джоєм Маффами. Свою назву компанія отримала в честь Аляскинської автотраси («Al» — Аляска, «Can» — Канада), що проходить через Уайтхорс. В 1987 році брати Маффи продали свої долі в авіакомпанії іншому бізнесмену Г'ю Кітчену, отримані від угоди гроші вклали в місцевий телекомунікаційний бізнес.
Alkan Air почала польоти на двох літаках: обладнаному поплавками/лижами Цессне 206 і стандартному Цессне 207. До 1987 році компанія припинила рейси на літаках з замінними шасі і відкрила кілька регулярних пасажирських рейсів з Уайтхорса в інші населені пункти Юкона. До початку 1990-х років, однак, Alkan Air поступово згорнула свої регулярні маршрути і переорієнтувалася на виконання чартерних авіаперевезень і рейси санітарної авіації.

## Флот
Станом на кінець 2009 року повітряний флот авіакомпанії Alkan Air становили такі повітряні судна:
- 1 Beech King Air 300;
- 2 Beech King Air 200;
- 1 Piper Navajo Chieftain;
- 1 Cessna 206;
- 2 DHC-3 Otter;
- 1 Cessna Caravan;
- 1 Short SC.7 Skyvan.